# Vojmsjön
Vojmsjön är en sjö norr om Vilhelmina i Vilhelmina kommun i Lappland som ingår i Ångermanälvens huvudavrinningsområde. Sjön är 130 meter djup. Den är sedan slutet av 1940-talet reglerad mellan 410 och 418 meter över havet och har därför en varierande area på 63–86 km². Sjön genomlöps av vattendraget Vojmån. Vid provfiske har bland annat abborre, gädda, harr och lake fångats i sjön.
Området kring Vojmsjön är mycket glest bebyggt, men där finns några byar och gårdar, bland annat Tresund och Hansbo. Vid Storviken finns lämningar efter ett gravfält med åtta stensättningar, troligen från järnåldern, som nu är överdämda.

## Delavrinningsområde
Vojmsjön ingår i delavrinningsområde (721310-152787) som SMHI kallar för Utloppet av Vojmsjön. Medelhöjden är 480 meter över havet och ytan är 355,93 kvadratkilometer. Räknas de 240 avrinningsområdena uppströms in blir den ackumulerade arean 2 251,18 kvadratkilometer. Vojmån som avvattnar avrinningsområdet har biflödesordning 2, vilket innebär att vattnet flödar genom totalt 2 vattendrag innan det når havet efter 333 kilometer. Avrinningsområdet består mestadels av skog (66 procent). Avrinningsområdet har 83,41 kvadratkilometer vattenytor vilket ger det en sjöprocent på 23,4 procent.

## Fisk
Vid provfiske har följande fisk fångats i sjön:
- Abborre
- Gädda
- Harr
- Lake
- Sik
- Öring